# شراره‌های آفتاب
شراره‌های آفتاب نام یک آلبوم موسیقی انقلابی است که کنفدراسیون دانشجویان ایرانی-هوادار سازمان چریک‌های فدایی خلق ایران در آذر ۱۳۵۷ و در شهر واشینگتن تنظیم، ضبط و تکثیر کرد. این آلبوم به صورت نوار کاست وارد ایران شد و در مدّت کوتاهی ۲٫۲ میلیون نسخه از آن را سازمان چریک‌های فدایی خلق ایران تکثیر و در سراسر ایران توزیع کرد. همچنین سرودهای آن به صورت پی در پی از رادیو انقلاب که مدّت کوتاهی در دست چریک‌های فدایی بود، پخش می‌شد و علاوه‌بر آن هواداران سازمان و دوستداران آلبوم نیز آن را کپی و دست به دست می‌کردند. اشعار این سرودها را عمدتاً سعید سلطان‌پور در زندان محمدرضاشاه پهلوی سرود و خوانندهٔ اصلی آن داوود شراره‌ها است که در برخی از ترانه‌ها گروه کُر دانشجویان دانشگاه واشینگتن صدای وی را همراهی می‌کنند.

## شرح

### هنرمندان
- داوود شراره‌ها: آواز
- مهرداد بران: آهنگساز و تنظیم
- سعید سلطان‌پور: شاعر[۱]

### فهرست
1. آفتابکاران
2. آتشکاران
3. خون ارغوان‌ها
4. فردا
5. رود
6. سرود بیژن
7. سرود آتش
8. تل زعتر
9. هوشی‌مین
10. چه‌گوارا
11. انترناسیونال